# Christian Freiherr von Stetten
Christian Freiherr von Stetten (ur. 24 lipca 1970 w Stuttgarcie) – niemiecki polityk i przedsiębiorca, działacz Unii Chrześcijańsko-Demokratycznej (CDU), deputowany do Bundestagu (od 2002).

## Życiorys
W 1994 roku ukończył studia z zakresu zarządzania przedsiębiorstwem na Uniwersytecie w Mannheim oraz Wyższej Szkole Zawodowej w Heilbronn, uzyskując tytuł dyplomowanego ekonomisty (Diplom-Betriebswirt FH). W tym samym roku rozpoczął działalność gospodarczą, a w 1996 roku założył własne przedsiębiorstwo. Jest właścicielem Technology Holding Christian Stetten GmbH oraz większościowym akcjonariuszem i prezesem zarządu Schloss Stetten Holding AG.
W 2002 roku po raz pierwszy uzyskał mandat posła do Bundestagu, wygrywając w okręgu Schwäbisch Hall-Hohenlohe. Z powodzeniem ubiegał się o reelekcję w kolejnych wyborach parlamentarnych w 2005, 2009, 2013, 2017, 2021 oraz 2025.
W Bundestagu pełnił funkcję rzecznika frakcji CDU/CSU ds. polityki dla małych i średnich przedsiębiorstw oraz przewodniczącego Parlamentarnej Grupy ds. Średnich Przedsiębiorstw (Parlamentskreis Mittelstand, PKM). Od 1994 roku angażuje się w działalność samorządową – pełnił funkcję radnego miejskiego w Künzelsau oraz radnego powiatu Hohenlohe. W 2013 roku został pierwszym zastępcą burmistrza Künzelsau. Jest także członkiem prezydium Unii Małych i Średnich Przedsiębiorstw (Mittelstands- und Wirtschaftsunion, MIT) CDU/CSU oraz Rady Gospodarczej CDU (CDU-Wirtschaftsrat e. V.).
Zaangażowany w działalność licznych organizacji społecznych i kulturalnych jako członek zarządów i rad doradczych.